# Willie Wallace
William Semple Brown Wallace, conhecido como Willie Wallace (nascido em 23 de junho de 1940), é um ex-jogador de futebol e treinador escocês. 

## Carreira

### Início da carreira
Ele começou sua carreira de jogador no Stenhousemuir em 1958, mudando-se para Raith Rovers um ano depois. Foi em Kirkcaldy que "Wispy", como Wallace foi apelidado, desenvolveu sua reputação como um artilheiro de primeira classe, suas habilidades foram recompensadas com uma primeira convocação da Escócia.

### Heart
As atuações de Wallace atraiu a atenção de clubes maiores, como o Heart of Midlothian que gastou £15,000 para levá-lo a Edimburgo em abril de 1961. O aumento da pressão para o sucesso em Tynecastle inicialmente reduziu suas performances, pois ele deveria substituir nada menos do que Alex Young, a "Visão dourada", a quem o Hearts vendeu ao Everton dois meses antes. 
Na temporada 1962-63, no entanto, Wallace estava completamente adaptado nas táticas do treinador Tommy Walker e se tornou o artilheiro do Heart nas próximas quatro temporadas até 1965-66. Com isso, ele ajudou o clube a vencer a Copa da Liga Escocesa de 1962-1963 e chegou perto de ganhar a Liga Escocesa de 1964-65.

### Celtic
Surpreendentemente seu destino não foi seu time de infância, os Rangers, mas seu inimigo, Celtic. 
Jock Stein pagou £30,000 para contratá-lo junto aos Heart.
Dentro de 6 meses, ele alcançou imortalidade do futebol escocês, como um dos "Leões de Lisboa", a famosa equipe que venceu a Liga dos Campeões em 1967. Ele também fez parte do time que perdeu por 2-1 para o Feyenoord na final da Liga dos Campeões de 1970.
Ele também ganhou o campeonato da liga em cada temporada em que ele esteve no clube de Glasgow, Wallace também ganhou a Copa Escocesa em 1967, 1969 e 1971 e a Copa da Liga em 1968 e 1969. No total, ele marcou 135 gols em 234 jogos pelo Celtic.

### Carreira Posterior
Após cinco anos frutíferos com Celtic, Wallace e seu colega de equipa John Hughes foram vendidos ao Crystal Palace em outubro de 1971 por £30,000. Não tendo grande sucesso, Wallace voltou a Escócia para jogar no Dumbarton menos de um ano depois. 
À medida que sua carreira estava chegando no final, ele se mudou para a Austrália em 1975 para jogar pela APIA, Wallace ganhou dois títulos da liga antes de voltar para a Escócia em março de 1977, primeiro para jogar no Partick Thistle por uma semana, antes de se tornar um jogador-treinador no Ross County no resto da temporada 1976-77.

## Na Seleção
No total, Wallace jogou sete vezes na Seleção Escocesa de Futebol. Ele fazia parte da equipe da Escócia que derrotou a Inglaterra em Wembley em 1967. 

## Carreira após Aposentadoria
Wallace se aposentou em junho de 1977, ele se juntou à equipe de treinadores de Dundee. Quando este papel terminou, ele retornou à APIA como treinador, eventualmente se instalando em Sydney e iniciando sua própria loja de esportes.
Em 2008, Tommy Burns, uma lenda do Celtic morreu e Wallace ajudou a organizar uma homenagem em 31 de maio de 2009, mais de 35 mil pessoas foram ao Celtic Park para verem o atual time contra a equipe em homenagem a Tommy Burns.
42 dias depois, no dia 12 de julho, o Celtic organizou um amistoso em homenagem a Wallace. O jogo ocorreu na Austrália, onde Wallace viveu nos últimos 30 anos.